# PlayStation 3
PlayStation 3 (プレイステーション 3, Pureisutēshon Surī, viết cách điệu là PLAYSTATION 3, thường được gọi tắt là PS3) là một video game console thế hệ thứ bảy. PlayStation 3 nối tiếp sự thành công của PlayStation 1 và PlayStation 2 và cạnh tranh với Xbox 360 của Microsoft và Wii của Nintendo.
PS3 được phát hành ngày 11 tháng 11 năm 2006 tại Nhật Bản, và ngày 17 tháng 11 năm 2006 tại Hoa Kỳ, Canada, Hồng Kông, và Đài Loan. PS3 cũng được phát hành vào tháng 3 năm 2007 tại châu Âu và Úc.

## Khả năng tương tích ngược và nhiều thông tin khác
- PlayStation 3 phiên bản đời đầu (80GB bộ nhớ), thường được gọi là dòng PS3 Fat được đánh giá tốt vì khả năng tương tích ngược và có thể chơi các dòng game của các hệ máy PlayStation trước. Thế nhưng các phiên bản biến thể sau này của PS3 đều đã bị Sony bỏ đi tính năng này. Các thế hệ sau phải được mod thì mới có thể làm điều này. Đây là 1 điều rất thiệt thòi cho các người dùng PS3 sau này vì họ đôi khi sẽ có một vài đĩa PlayStation 2 nhưng vì một lý do nào đó muốn trải nghiệm lại tựa game đó nhưng không chơi được. Các thế hệ PS3 sau này vẫn còn khả năng đọc đĩa DVD, nhưng không hỗ trợ chơi game của các dòng máy trước.
- Mặc dù Playstation 3 sử dụng ổ đĩa Blu-ray nhưng thực chất đây là ổ đĩa kết hợp đa năng giữa Blu-ray và DVD, ổ đĩa này có 1 mắt đọc nhưng có thể phát ra 2 loại tia hồng ngoại, 1 là đỏ (đọc DVD và CD) và tia xanh lam (đọc Blu-ray).
- PlayStation 3 có thể đọc các loại đĩa sau:
- Blu-ray
- Blu-ray Video
- DVD-ROM
- DVD-Video
- HD-DVD
- VCD
- CD

## Công nghệ

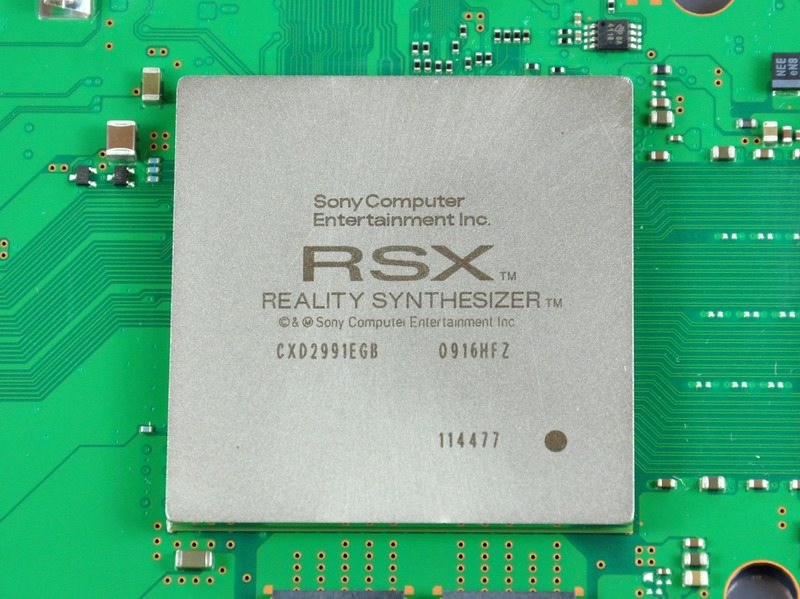
RSX 'Reality Synthesizer' trên bo mạch chủ PlayStation 3

PlayStation 3 dùng bộ xử lý (BXL) Cell do IBM, Sony, và Toshiba phát triển. Công nghệ Cell có thể xử lý nhanh gấp 10 lần các bộ xử lý trước nên PS3 có khả năng chạy đồng thời nhiều chương trình và tác vụ.
Khả năng đồ họa trong PS3 tinh tế đến mức cho phép đổ bóng theo sự thay đổi của các vật thể và có khả năng tạo sự phản chiếu của ánh sáng trong mắt nhân vật. Đó là nhờ sức mạnh của chip BXL và chip đồ họa RSX, dựa trên công nghệ của NVIDIA với 512 MB bộ nhớ và khả năng xử lý điểm ảnh 128 bit, độ phân giải 1080p.
RSX được sản xuất bằng công nghệ 90 nm với 8 lớp và hơn 300 triệu transistor.
PS3 được trang bị RAM XDR 512MB của Samsung có tốc độ 9,6 GB/s, đạt tốc độ trung bình 
4,8 GB/s ở hiệu điện thế 1,8 v.
PS3 cũng được trang bị ổ cứng HDD 80GB
PS3 khi mới sản xuất mạnh đến mức hầu như chẳng có cỗ máy PC nào mạnh hơn nó và đến khoảng 4 năm sau cũng chỉ có khoảng 10% máy PC có cấu hình mạnh hơn PS3 vào thời điểm bấy giờ.
Với cổng Ethernet tích hợp, game thủ có thể vừa chơi, vừa chat hay lướt web, xem hình, nghe nhạc. Điều đặc biệt là PS3 có thể chơi những trò được thiết kế cho dòng Playstation và Playstation 2.
Nhờ firmware mới nhất từ Sony và tính năng OtherOS, người dùng còn có thể cài Linux trên PS3, biến nó thành một chiếc PC với đầy đủ các tính năng như chơi nhạc, xem phim. Trên Linux, việc giả lập Windows XP trên PS3 đã được thực hiện thành công
Vào năm 2010, Sony đã loại bỏ tính năng này vì lí do bảo mật.

## Tay cầm điều khiển

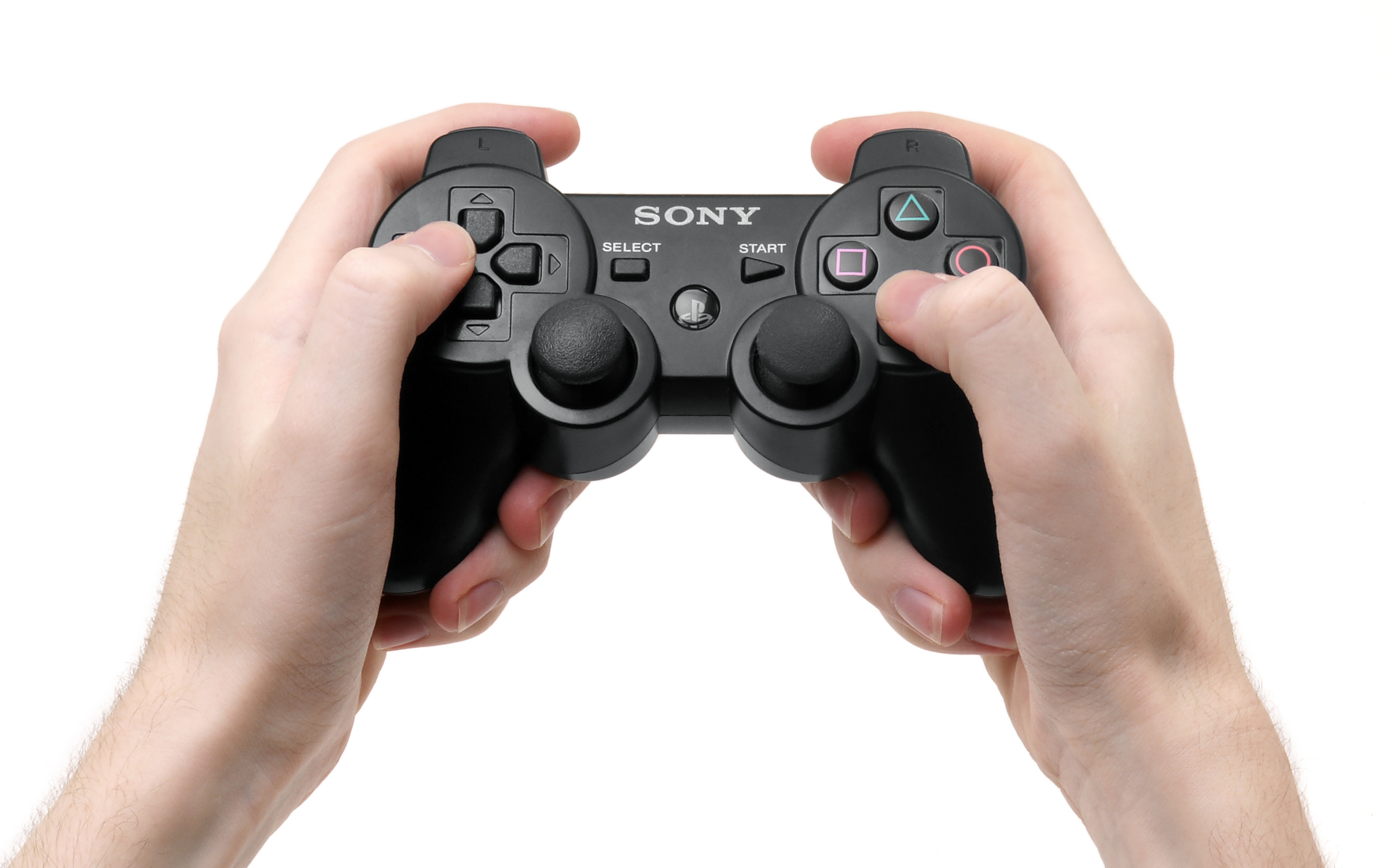
Bộ điều khiển DualShock 3

Ban đầu Sony dự định cho ra mắt loại tay "Boomerang" mới. Nhưng sau đó kế hoạch này đã bị huỷ bỏ vì từ khi ra mắt loại tay cầm "Boomerang" thì mắc phải ý kiến phản đối tiêu cực của người dùng. PlayStation 3 tiếp tục được bán kèm với loại tay cầm điều khiển của PlayStation truyền thống để đảm bảo tính tương thích với tay của PlayStation 2 và PlayStation 1. Với cùng kiểu dáng cũng như số nút điều khiển, người sử dụng có thể dùng tay cầm điều khiển của PlayStation 1 và 2 trên PlayStation 3, giúp tiết kiệm một khoản chi phí đáng kể.

## Hack
Sau nhiều năm nghiên cứu, cuối cùng Geohotz (một tin tặc đã hack thành công iPhone) đã hack thành công PS3, cho phép người chơi dùng đĩa lậu để chơi. Nhờ một thiết bị có tên USB Jail Break, người sử dụng có thể dùng đĩa lậu để chơi trực tuyến trên PlayStation Network.

## Rắc rối
Phát hành cùng thời gian với máy Wii của Nintendo, nhưng số lượng máy PS3 bán ra trên thị trường khi đó thấp hơn so với các hệ máy khác. Nguyên nhân chủ yếu là do giá thành của máy và số lượng đầu game ít phong phú. Tuy nhiên sau một thời gian thì PlayStation 3 cũng đã khắc phục được nhược điểm này khi giảm được 70% chi phí sản xuất cùng giá thành cũng như có nhiều tựa game hơn, sau đó số lượng bán ra đã gần bắt kịp với Xbox 360.